# 하시모토역 (가나가와현)
하시모토역(일본어: 橋本駅)은 일본 가나가와현 사가미하라시 미도리구에 위치한 동일본 여객철도 · 게이오 전철의 철도역이다. JR 동일본 요코하마 선 · 사가미 선과 이 역을 기 · 종점으로 하는 게이오 전철의 사가미하라 선 등 3개의 노선이 운행되고 있다.

## 타는 곳

### JR 동일본
단선 · 섬식 3면 5선의 복합 승강장 구조를 갖춘 지상역이다.
| 1           | 요코하마 선 | 상행                     | 마치다 · 신요코하마 · 히가시카나가와 · 사쿠라기초 방면 |                       |
| 2           | 요코하마 선 | 상행                     | 마치다 · 신요코하마 · 히가시카나가와 · 사쿠라기초 방면 | 당 역 시발            |
| 3           | 요코하마 선 | 하행                     | 아이하라 · 하치오지 방면                               | 아침 열차 1대만 2번선 |
| 4           | ■ 사가미 선 | -                        | 에비나 · 아쓰기 · 지가사키 방면                        |                       |
| 5           | ■ 사가미 선 | -                        | 에비나 · 아쓰기 · 지가사키 방면                        |                       |
| 요코하마 선 | 하행        | 아이하라 · 하치오지 방면 | 사가미 선으로부터의 직통만                             |                       |

### 게이오 전철
역 번호는 KO 45이며, 섬식 승강장 1면 2선의 구조를 갖춘 고가역이다.
| 1 · 2 | 사가미하라 선 | 게이오 다마 센터 · 조후 · 메이다이마에 · 사사즈카 · 신주쿠 · 도영 신주쿠 선 방면 |

## 이용 현황
| 연도별 1일 평균 하차 인원 | 연도별 1일 평균 하차 인원 | 연도별 1일 평균 하차 인원 |
| 연도                      | 게이오 전철               | 게이오 전철               |
| 연도                      | 1일 평균 하차 인원        | 증가율                    |
| ------------------------- | ------------------------- | ------------------------- |
| 1990년                    | 30,205                    |                           |
| 1991년                    | 41,400                    | 37.1%                     |
| 1992년                    | 49,822                    | 20.3%                     |
| 1993년                    | 55,492                    | 11.4%                     |
| 1994년                    | 59,798                    | 7.8%                      |
| 1995년                    | 63,007                    | 5.3%                      |
| 1996년                    | 65,411                    | 3.8%                      |
| 1997년                    | 66,733                    | 2.0%                      |
| 1998년                    | 67,917                    | 1.8%                      |
| 1999년                    | 68,148                    | 0.3%                      |
| 2000년                    | 69,406                    | 1.8%                      |
| 2001년                    | 72,138                    | 3.9%                      |
| 2002년                    | 74,185                    | 2.8%                      |
| 2003년                    | 78,072                    | 5.2%                      |
| 2004년                    | 80,105                    | 2.6%                      |
| 2005년                    | 82,555                    | 3.1%                      |
| 2006년                    | 84,043                    | 1.8%                      |
| 2007년                    | 87,044                    | 3.6%                      |
| 2008년                    | 88,320                    | 1.5%                      |
| 2009년                    | 88,427                    | 0.1%                      |
| 2010년                    | 88,065                    | -0.4%                     |
| 2011년                    | 87,242                    | -0.9%                     |
| 2012년                    | 88,377                    | 1.3%                      |
| 2013년                    | 91,060                    | 3.0%                      |
| 2014년                    | 91,265                    | 0.2%                      |
| 2015년                    | 94,129                    | 3.1%                      |
| 2016년                    | 95,914                    | 1.9%                      |

| 연도별 1일 평균 하차 인원 | 연도별 1일 평균 하차 인원 | 연도별 1일 평균 하차 인원 |
| 연도                      | JR 동일본                 | 게이오 전철               |
| ------------------------- | ------------------------- | ------------------------- |
| 1975년                    | 15,977                    | 미 개 업                  |
| 1980년                    | 17,572                    | 미 개 업                  |
| 1985년                    | 22,379                    | 미 개 업                  |
| 1990년                    | 28,733                    |                           |
| 1993년                    | 44,944                    |                           |
| 1995년                    | 42,090                    | 32,227                    |
| 1998년                    | 47,340                    | 34,716                    |
| 1999년                    | 47,026                    | 34,463                    |
| 2000년                    | 47,613                    | 35,130                    |
| 2001년                    | 49,028                    | 36,527                    |
| 2002년                    | 50,265                    | 37,585                    |
| 2003년                    | 52,261                    | 39,444                    |
| 2004년                    | 53,550                    | 40,459                    |
| 2005년                    | 54,854                    | 41,699                    |
| 2006년                    | 56,286                    | 42,167                    |
| 2007년                    | 58,080                    | 43,275                    |
| 2008년                    | 59,081                    | 43,890                    |
| 2009년                    | 59,049                    | 43,888                    |
| 2010년                    | 60,122                    | 43,621                    |
| 2011년                    | 60,241                    | 43,135                    |
| 2012년                    | 61,127                    | 43,752                    |
| 2013년                    | 62,755                    | 45,101                    |
| 2014년                    | 62,565                    | 45,190                    |
| 2015년                    | 64,473                    | 46,530                    |

## 역 주변
- 국도 제16호선
- 국도 제129호선 · 국도 제413호선
- 미도리 구 합동 청사
  - 사가미하라 시 미도리 구 청사
  - 사가미하라 기타 메디컬 센터
- 사가미하라 기타 공원

## 인접 역
| 동일본 여객철도 요코하마 선    | 동일본 여객철도 요코하마 선         | 동일본 여객철도 요코하마 선 |
| ------------------------------ | ----------------------------------- | --------------------------- |
| 사가미하라 히가시카나가와 방면 | ■ 요코하마 선                       | 아이하라 하치오지 방면      |
| 동일본 여객철도 사가미 선      |                                     |                             |
| 미나미하시모토 지가사키 방면   | ■ 사가미 선                         | 시·종착역                   |
| 게이오 전철 사가미하라 선      |                                     |                             |
| KO 43 미나미오사와 조후 방면   | ■ 특급 · ■ 준특급 · ■ 급행          | 시·종착역                   |
| KO 44 다마사카이 조후 방면     | ■ 구간 급행 · ■ 쾌속 · ■ 각 역 정차 | 시·종착역                   |